# 三菱4B4族引擎
三菱4B4族引擎乃2017年10月起由三菱汽車研發、生產的直列四缸四衝程循環往復式活塞汽油引擎，亦曾經授權給中國廣汽三菱汽車（湖南智享汽車前身）製造使用。

## 概要與歷史
2010年代全球車壇吹起引擎縮小排氣量的風潮，以便減少溫室效應及空氣污染，於是改以小排氣量渦輪增壓引擎取代大排氣量自然進氣引擎。三菱4B4族引擎以4A91型引擎為基礎，加上渦輪增壓裝置而成。其中三菱Destinator所搭載的4B40型採用阿特金森循環，使得壓縮比提高至11.0:1。

## 4B40型（渦輪增壓）
結構為直列四缸DOHC十六汽門MIVEC，排氣量1,499c.c.，缸徑為75.0mm、衝程84.8mm，壓縮比10.0:1或11:0:1（阿特金森循環），製造期間從2017年起。最大馬力160ps / 5,500rpm、最大扭力25kg·m / 1,800 - 4,500rpm，車型：
1. 2017年迄今：三菱Eclipse Cross
2. 2022年-2023年：第四代三菱Outlander（48V微混合動力，中國）
3. 2025年迄今：三菱Destinator（阿特金森循環）

## 外部連結
- （日語）三菱：4B40型エンジンの諸元と性能まとめ